# Kryptopterus macrocephalus
Kryptopterus macrocephalus — вид з роду Kryptopterus родини Сомові ряду сомоподібні. Інші назви «великоголовий скляний сомик», «сомик смугастий».

## Опис
Загальна довжина сягає 9,7 см. Спостерігається статевий диморфізм: самиця більша за самця. Голова помірно велика, морда коротка. Очі маленькі. Є 2 довгих вусів на верхній щелепі. Рот помірно широкий. Тулуб витягнутий, звужується до хвоста. Спинний плавець має 1 тонкий промінь. У самців плавальний міхур помітно повністю, у самиць — лише нижня частина. Грудні плавці маленькі. Анальний плавець дуже довгий. Хвостовий плавець роздвоєно.
Забарвлення тіла й плавців сизо-сіре з жовтуватим, зеленуватим або сіруватим відтінком та синім мерехтливим блиском при світлі. По основному фону розкидано численні цятки кавового кольору, які утворюють три тонкі смужки уздовж тулуба.

## Спосіб життя
Є бентопелагічною рибою. Воліє до м'якої та кислої води. Зустрічається в річках з середньою течією, торф'яних болотах. Тримається середніх шарів води, серед рясної рослинності. Утворює косяки, який «стоїть» в течії. Стає активним при розсіяному світлі. Живиться переважно дрібною рибою, також ракоподібними.
Статева зрілість настає у 1,5-2 роки при довжині 5-7 см. Нерест сезонний, не частіше 2 рази на рік.
Тривалість життя становить 6 років.

## Розповсюдження
Мешкає в водах Малаккського півострова, на острові Калімантан.